# Kävlinge gästgivaregård
Kävlinge gästgivaregård är en gård i Kävlinge i Kävlinge kommun. Den grundades troligen på 1600-talet 
1886 köptes gästgiveriet och tillhörande mark av Skånska Sockerfabriksaktiebolaget. Det blev slutet av gästgiveriepoken, det nya Järnvägshotellet fick därefter ta hand om logi av resenärer.
1972 såldes gården till en privatperson och är sedan dess privatägd.